# رايتشل آدامز
رايتشل آدامز (بالإنجليزية: Rachael Adams)‏ (و. 1990  م) هي لاعبة كرة طائرة، من الولايات المتحدة، ولدت في سينسيناتي، أوهايو، شاركت في الكرة الطائرة في الألعاب الأولمبية الصيفية 2016، مركز لعبها هو ليبرو.

## التعليم
تعلمت في جامعة تكساس في أوستن.

## روابط خارجية
- رايتشل آدامز على موقع الاتحاد الأوروبي (الإنجليزية)
- رايتشل آدامز على موقع دوري الدرجة الأولى الإيطالي للكرة الطائرة - سيدات (الإيطالية)
- رايتشل آدامز على موقع اللجنة الأولمبية الدولية (الإنجليزية)
- رايتشل آدامز على موقع أوليمبيديا (الإنجليزية)
- رايتشل آدامز على موقع اللجنة الأولمبية والبارالمبية الأمريكية (الإنجليزية)